# Нико: Отвъд северното сияние
„Нико: Отвъд северното сияние“ (на фински: Niko ja myrskyporojen arvoitus; на английски: The Magic Reindeer: Saving Santa's Sleigh/Niko: Beyond the Northern Lights) е финска компютърна анимация от 2012 г., режисиран от Кари Юуусонен и Йорген Лердам по сценарий на Кари Юуусонен, Мартейн Торисон и Хану Туомайнен. Той е самостоятелно продължение на „Нико и пътят към звездите“ (2008) и „Нико 2: Малко братче - големи проблеми“ (2012) за северните елени. Премиерата на филма е във Финландия на 11 октомври 2024 г., а в България излиза по кината на 7 февруари 2025 г. в разпространение от „Про Филмс“.